# Олигархия
Олига́рхия, олигархи́зм, олигарха́т (др.-греч. ὀλιγαρχία «власть немногих» от ὀλίγος «малый, краткий» + ἀρχή «начало, власть») — вид автократии, при котором государственная власть находится в руках несменяемой малочисленной группы лиц.

## Олигархия по Аристотелю
Термин первоначально начали использовать в Древней Греции философы Платон и Аристотель. Аристотель употреблял термин «олигархия» в значении «власть богатых», противопоставляя её аристократии.
Аристотель считал, что существуют три идеальные формы правления: монархия, аристократия и полития, каждая из которых вырождается в неправильные формы — тиранию, олигархию, охлократию, соответственно.

В сущности тирания — та же монархическая власть, но имеющая в виду интересы одного правителя. Олигархия блюдёт интересы зажиточных классов. Демократия — интересы неимущих классов. Общей же пользы ни одна из этих отклоняющихся форм государственного устроения в виду не имеет.— Аристотель. Политика.
Аристотель считал демократию меньшим злом, чем олигархию, благодаря большей стабильности демократического государственного устройства:

Как бы то ни было, демократический строй представляет большую безопасность и реже влечёт за собою внутренние возмущения, нежели строй олигархический. В олигархиях таятся зародыши двоякого рода неурядиц: раздоры олигархов друг с другом и, кроме того, нелады их с народом. В демократиях же встречается только один вид возмущений — именно возмущение против олигархии. Сам против себя народ — и это следует подчеркнуть — бунтовать не станет.
Аристотель считал любую олигархию несовершенной. Так, описывая государственное устройство Спарты с её «ротационной» олигархией эфоров, ограничивавших власть царей, он писал: «Плохо обстоит дело с эфорией. Эта власть у них ведает важнейшими отраслями управления. Пополняется же она из среды всего гражданского населения, так что в состав правительства попадают зачастую люди совсем бедные, которых … легко можно подкупить».
Впрочем, и распространённое в его время мнение о необходимости имущественного ценза при избрании достойнейших — как это происходило в Карфагене — Аристотель также отвергал из-за фактической «покупки власти»:

Всего же более отклоняется от аристократического строя в сторону олигархии карфагенское государственное устройство в силу вот какого убеждения, разделяемого большинством: они считают, что должностные лица должны избираться не только по признаку благородного происхождения, но и по признаку богатства, потому что необеспеченному человеку невозможно управлять хорошо и иметь для этого достаточно досуга. Но если избрание должностных лиц по признаку богатства свойственно олигархии, а по признаку добродетели — аристократии, то мы в силу этого могли бы рассматривать как третий тот вид государственного строя, в духе которого у карфагенян организованы государственные порядки, — ведь они избирают должностных лиц, и притом главнейших — царей и полководцев, принимая во внимание именно эти два условия. Но в таком отклонении от аристократического строя следует усматривать ошибку законодателя. … Хотя должно считаться и с тем, что богатство способствует досугу, однако плохо, когда высшие из должностей, именно царское достоинство и стратегия, могут покупаться за деньги.

Вполне естественно, что покупающие власть за деньги привыкают извлекать из неё прибыль, раз, получая должность, они поиздержатся. Невероятно, чтобы человек бедный и порядочный пожелал извлекать выгоду, а человек похуже, поиздержавшись, не пожелал бы этого.

Особой формой олигархии является плутократия.

### Виды олигархии по Аристотелю
1. Когда собственность умеренная находится в руках большинства, в силу чего собственники имеют возможность принимать участие в государственном управлении, а поскольку число таких людей велико, то верховная власть неизбежно находится в руках не людей, а закона. Ведь в той мере, в какой они далеки от монархии, — если их собственность не столь значительна, чтобы они могли, не имея забот, пользоваться досугом, и не столь ничтожна, чтобы они нуждались в содержании от государства, — они неизбежно будут требовать, чтобы у них господствовал закон, а не они сами.
2. Число людей, обладающих собственностью, меньше числа людей при первом виде олигархии, но самый размер собственности больше. Обладая большим экономическим ресурсом, эти собственники предъявляют и больше политических требований. Поэтому они сами избирают из числа остальных граждан тех, кто допускается к государственному управлению. Но вследствие того, что они не настолько ещё сильны, чтобы управлять без применения закона, они устанавливают подходящий для них закон. Если положение становится более напряжённым в том отношении, что число собственников уменьшается, размер собственности в руках каждого единичного такого собственника растет.
3. Все должности сосредоточиваются в руках собственников, причём закон повелевает, чтобы после их смерти сыновья наследовали им в должностях.
4. Когда же собственность их разрастается до огромных размеров и они приобретают себе массу сторонников, то получается династическая олигархия, близкая к монархии, и тогда властителями становятся люди — олигархи, — а не закон — это и есть четвёртый вид олигархии, соответствующий крайнему виду вырожденной аристократии.

## Современные определения
Древний греческий термин «олигархия» был мало известен до французской буржуазной революции 1789 года. Французские мыслители того времени возродили и расширили перевод этого забытого и практически не употреблявшегося древнего термина «власть немногих» и дали ему новое определение «слияние политической и экономической власти». Вредность этого явления объяснялась тем, что такое слияние ведёт к коррупции, недобросовестной конкуренции и монополизму, что в свою очередь подрывает экономику страны и делает её слабой и неконкурентоспособной на международном уровне. При олигархии цены растут, а качество продукции падает, так как экономических конкурентов внутри страны олигархи подавляют политическими средствами в интересах своих собственных заводов. С тех пор термин олигархия стал регулярно употребляться в расширенном смысле.
В 1911 году видный социолог Роберт Михельс сформулировал «железный закон олигархии», согласно которому демократия (возможно имеется в виду прямая демократия) в принципе невозможна в крупных обществах, и любой демократический режим неизбежно вырождается в олигархию. Примерами могут быть: власть номенклатуры в коммунистических странах, корпоратократия или плутократия во многих западных демократических странах (особенно на федеральном уровне в США), компрадорская буржуазия в развивающихся странах. В США существует распространённый сленговый термин — «толстый кот» — для богатого бизнесмена, вкладывающего деньги в лоббирование своих интересов политиками.
В СССР политэкономическая литература обозначала «олигархию» как режим, при котором политическая власть принадлежит узкой группе людей (например, наиболее богатых лиц).

## Олигархия в США

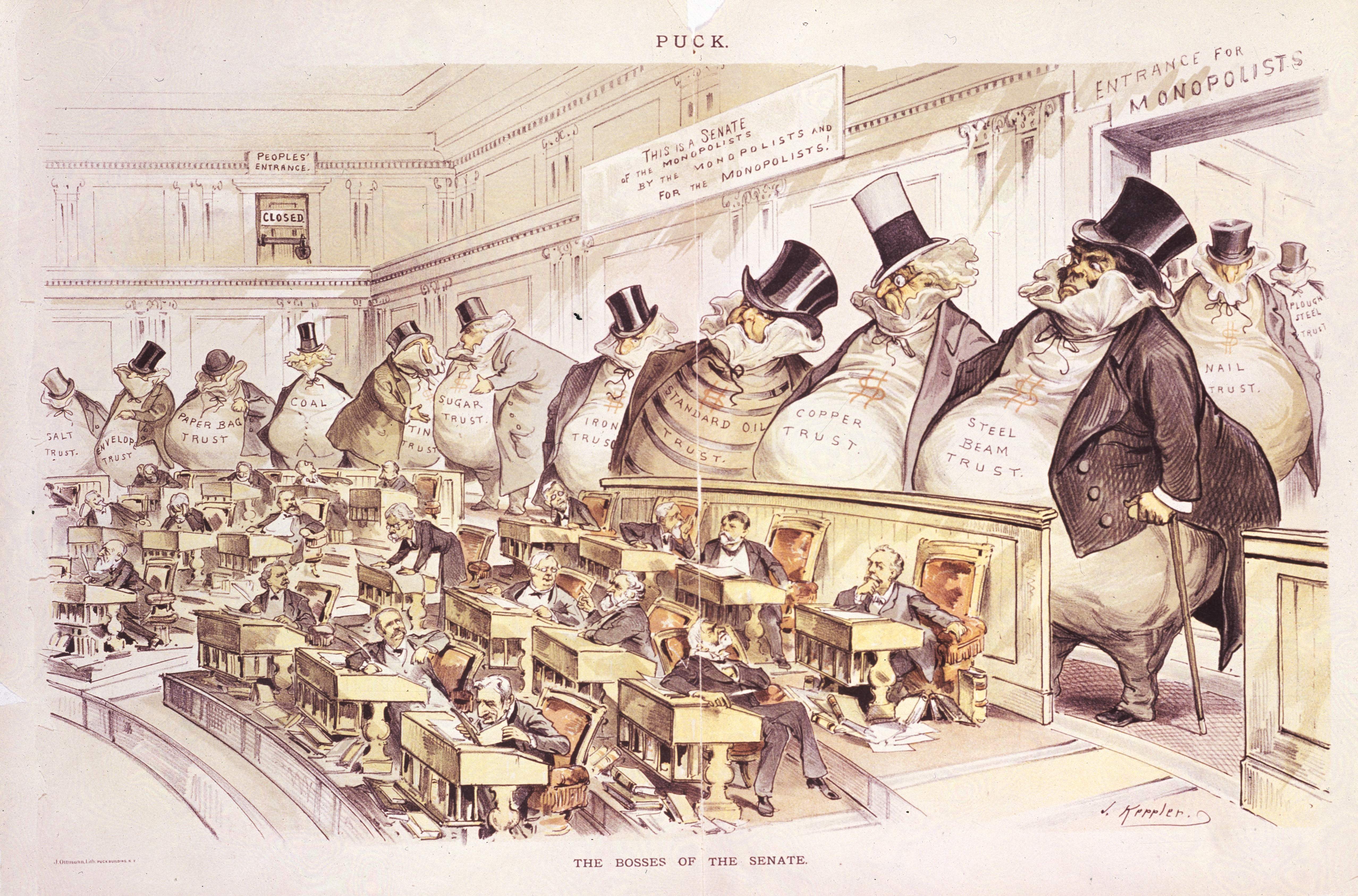
«Начальники Сената», карикатура Кеплер, Джозеф, журнал Puck, 1889 год

Некоторые современные авторы характеризуют условия в Соединенных Штатах в 21 веке как олигархические по своей природе. Саймон Джонсон писал в 2009 году, что «возрождение американской финансовой олигархии произошло совсем недавно», структуру, которую он охарактеризовал как «самую передовую» в мире. Джеффри А. Уинтерс писал, что «олигархия и демократия действуют в рамках единой системы, и американская политика является ежедневным проявлением их взаимодействия». 1 % населения США, который занимает первое место по уровню благосостояния, в 2007 году имел большую долю общего дохода, чем когда-либо с 1928 года. В 2011 году, по данным PolitiFact и других источников, 400 самых богатых американцев "имели больше богатств, чем половина всех американцев вместе взятых.
В 1998 году Боб Герберт из New York Times назвал современных американских плутократов «Классом доноров». (список главных доноров) и впервые определил класс, как «крошечную группу — всего четверть от 1 % населения. Она не является репрезентативной для остальной нации. Но их деньги позволяют им многое».
Французский экономист Тома Пикетти в своей книге 2013 года «Капитал в XXI веке» утверждает, что «риск дрейфа в сторону олигархии реален и дает мало оснований для оптимизма относительно того, куда движутся Соединенные Штаты».
Исследование, проведенное в 2014 году политологами Мартином Гиленсом из Принстонского университета и Бенджамином Пейджем из Северо-Западного университета, показало, что «большая часть американской общественности на самом деле мало влияет на политику, проводимую американским правительством». В исследовании было проанализировано почти 1800 политических мер, принятых правительством США в период с 1981 по 2002 год, и проведено сравнение предпочтений американской общественности и богатых американцев, крупных групп с особыми интересами. Исследование показало, что состоятельные люди и организации, представляющие деловые интересы, обладают значительным политическим влиянием, в то время как рядовые граждане и группы, опирающиеся на интересы широких масс населения, его практически не имеют. Исследование признало, что «американцы действительно пользуются многими атрибутами демократии, такими как регулярные выборы, свобода слова и ассоциаций, а также широко распространенное (если все ещё оспариваемое) избирательное право». Гиленс и Пейдж не характеризуют США как «олигархию» как таковую; однако они применяют концепцию «гражданской олигархии», использованную Джеффри Уинтерсом по отношению к США. Уинтерс выдвинул сравнительную теорию «олигархии», в которой самые богатые граждане — даже в такой «гражданской олигархии», как Соединенные Штаты, — доминируют в политике, касающейся важнейших вопросов защиты богатства и доходов.
Гиленс говорит, что среднестатистические граждане получают то, что они хотят, только в том случае, если этого хотят богатые американцы и группы интересов, ориентированные на бизнес; и что когда реализуется политика, одобряемая большинством американской общественности, это обычно происходит потому, что экономические элиты не выступали против неё. Другие исследования подвергли критике исследование Пейджа и Гиленса. Пейдж и Гиленс защитили свое исследование от критики.
В интервью 2015 года бывший президент Джимми Картер заявил, что Соединенные Штаты в настоящее время являются «олигархией с неограниченным политическим взяточничеством» из-за решения Citizens United v. FEC, которое фактически сняло ограничения на пожертвования политическим кандидатам. Уолл-стрит потратила рекордные 2 миллиарда долларов, пытаясь повлиять на президентские выборы в Соединенных Штатах в 2016 году.
Профессор Ричард Лахман отмечал: «В США олигархи имеют склонность держаться в тени и не выставлять себя напоказ. Так как экономика большая, то их довольно много, они сидят в частных инвестиционных и хедж-фондах, покупают компании, расчленяют их и продают, оставаясь невидимыми. Если говорить о самых известных и публичных олигархах, то это Билл Гейтс».

## Олигархия в Российской Федерации

### 1990-е годы
В России до второй половины 1990-х годов термин «олигарх» ещё не использовался, его заменял термин «нувориш», который стал широко использоваться для обозначения узкого круга политически влиятельных крупнейших предпринимателей. В их число включали глав крупнейших финансово-промышленных групп страны.

У нас олигархами становились те крупные бизнесмены, кто рвался к власти, внедрял своих людей на различные государственные посты, создавал и поддерживал коррупционную практику чиновничества. Чудовищно разбогатев в результате грабительских условий приватизации, эта группа в период президентства Ельцина, сращиваясь с госаппаратом, заняла особое положение в стране.
— Из выступления президента Торгово-промышленной палаты РФ Евгения Примакова на заседании «Меркурий-клуба» 14 января 2008
В конце 1990-х годов термин приобрёл характер разговорного слова, обычно с ярко выраженной негативной коннотацией. Также получил распространение в СМИ иронический термин «семибанкирщина» как название группы из семи представителей крупных российских банков, финансовых и финансово-промышленных групп, игравших значительную политическую и экономическую роль, владевших СМИ и, как предполагается, неформально объединившихся, несмотря на внутренние разногласия, с целью обеспечить переизбрание Б. Н. Ельцина на следующий срок на президентских выборах 1996 года.

### 2000-е годы
В мае 2003 года Совет по национальной стратегии под руководством С. А. Белковского и И. Е. Дискина подготовил доклад «В России готовится олигархический переворот». В нём говорилось: 

Олигархи задают образцы нигилистического отношения к государству, стимулируют противоправную активность в хозяйственной жизни. Они последовательно противостоят установлению равных для всех правил ведения бизнеса, широко используют своё влияние в государственных органах, открыто попирают легальные нормы, являются основными источниками коррупции.

В 2005 году высказывалось мнение, «что коррумпирована определённая часть самой власти, которая стала субъектом олигархических структур. Олигархи, в основном, сохранили свой экономический и финансовый потенциал, а также каналы лоббирования своих интересов в законодательной и исполнительной власти».
Американский экономист Маршалл Голдман, автор книги Petrostate: Putin, Power, and the New Russia (2008), ввёл термин «силогарх» (от «силовик»), имея в виду экономическую модель путинизма, где значительные ресурсы контролируются выходцами из советских и российских спецслужб.
В конце февраля 2009 года политолог Дмитрий Орешкин говорил: «Олигархический капитализм, номенклатурный, если угодно, капитализм, по определению неэффективен. Он хорош, когда у тебя есть огромный поток нефтяного масла этого самого, которое добывается скважинами, и тебе его надо разделить <…> Раньше или позже, но вот этот механизм, основанный всё-таки на делении готовых ресурсов, себя исчерпывает — нужно придумывать какие-то новые виды ресурсов, создавать какие-то новые виды добавленной стоимости. А для этого уже нужно не просто оттяпывать, делить куски, что очень хорошо умеют делать силовики, а генерировать. И вот здесь-то и наступает пора, когда вдруг вот эти, в общем, неглупые, одаренные, смелые люди, которых мы называем „олигархами“, оказываются не вписывающимися в жёсткую систему окружающей среды: вымирают, как мамонты, — климат поменялся и нужны более мелкие млекопитающие, которые лучше находят себе пропитание. А они начинают голодать, грубо говоря, и очень быстро».

### 2010-е годы
Постепенно уровень влияния бизнесменов на власть Российской Федерации снизился. Это дало основание российскому вице-премьеру Аркадию Дворковичу 24 января 2018 года заявить об отсутствии в стране «олигархов». Аналогичное заявление сделал 10 июня 2020 года пресс-секретарь российского президента Дмитрий Песков.
В январе 2018 года Минфин США в своём «кремлёвском докладе» представил список российских «олигархов» (англ. List of Oligarchs). Туда вошли первые 96 человек из российского списка Forbes за 2017 год — все российские долларовые миллиардеры.

### 2020-е годы
После начала активной фазы Российско-украинской войны, лишь один из «олигархов» выступил против вторжения. Более 80 российских «олигархов» работают на военно-промышленный комплекс, при этом только 14 из них находятся под санкциями.

## Олигархия на Украине
После обретения Украиной независимости в 1991 году в скором времени на экономической и политической сцене появились олигархи. Всего насчитывают 35 олигархических группировок.
В 2021 году по инициативе президента Украины Владимира Зеленского был принят закон «О предотвращении угроз национальной безопасности, связанных с чрезмерным влиянием лиц, имеющих значительный экономический и политический вес в общественной жизни (олигархов)». Согласно принятому закону признавать кого-либо олигархом уполномочен Совет национальной безопасности и обороны Украины, он же будет вести специальный реестр. Закон определяет, что олигархом считается человек, соответствующий не менее 3 критериям из списка:
- участвует в политической жизни;
- имеет значительное влияние на СМИ;
- является конечным бенефициарным владельцем предприятия, который занимает монопольное положение на рынке и в течение года подряд поддерживает или усиливает такое положение;
- подтвержденная стоимость активов человека (и субъектов хозяйствования, бенефициаром которых он есть) превышает 2,270 млрд гривен.

Попавшему в список олигархов будет запрещено осуществлять взносы в поддержку политических партий, участвовать в большой приватизации, обязательна подача декларации о доходах. В законе вводится понятие «декларации о контактах». Их должны подавать все госслужащие, если они контактировали с олигархом или его представителем.
После начала активной фазы Российско-украинской войны, влияние олигархов на Украине упало до минимума. Они потеряли половину своих денег, а власти усилили борьбу с коррупцией.

## Олигархия на Филиппинах
Во время президентства Фердинанда Маркоса с 1965 по 1986 год на Филиппинах возникло несколько монополий, которые были сосредоточены вокруг семьи и близких соратников президента. Этот период, а также последующие десятилетия побудили некоторых аналитиков охарактеризовать страну как олигархию. Президент Родриго Дутерте, который был избран в 2016 году, говорил о демонтаже олигархии во время своего президентства.